# Cnemidocarpa drygalskii
Cnemidocarpa drygalskii är en sjöpungsart som först beskrevs av Hartmeyer 1911.  Cnemidocarpa drygalskii ingår i släktet Cnemidocarpa och familjen Styelidae.
Artens utbredningsområde är Södra Ishavet. Inga underarter finns listade i Catalogue of Life.